# 一號帕特森鎮區 (北卡羅萊納州阿拉曼斯縣)
一號帕特森鎮區（英語：Township 1, Patterson）是位於美國北卡羅萊納州阿拉曼斯縣的一個鎮區。

## 地方資料
一號帕特森鎮區的面積為129.50平方千米，皆為陸地。根據2020年美國人口普查的數據，當地共有人口5237人，而人口密度為每平方千米40.44人。